# بدر (جنديرس)
بدر أو هيكجة سابقًا (بالكردية: Hêkiçê؛ نقحرة: هيكچة‏) هي قرية سوريّة تتبع إداريّاً لمحافظة حلب منطقة عفرين ناحية جنديرس، وبلغ تعداد سكانها 1090 نسمة حسب قيود السجل المدني لنهاية عام 2005.